# Тынянова, Инна Юрьевна
И́нна Ю́рьевна Тыня́нова (1917—2004) — советский и российский литературный переводчик с испанского и португальского языков.

## Биография
Инна Тынянова родилась в 1917 году в семье Юрия Николаевича Тынянова и Лии Абелевны (Елены Александровны) Зильбер — сестры Льва Зильбера и Вениамина Каверина.
Умерла в 2004 году. Похоронена на кладбище «Ракитки».

## Переводческая деятельность
Переводила испанскую классическую литературу нескольких веков — от «Стансов на смерть отца» Хорхе Манрике (XV век) до своих современников. Автор первых книг переводов на русский язык бразильских поэтов Томаса Антониу Гонзага (1964) и Антонио Кастро Алвеса (1958, 1977). Перевела также детскую прозу, пользовавшуюся большим спросом у читателей-детей, — «Орден Желтого Дятла» бразильского писателя Монтейру Лобату и «Мужчины двенадцати лет» аргентинского писателя Альваро Юнке.
Автор перевода стихотворения «По волне моей памяти» (1947) кубинского поэта Николаса Гильена, ставшего заглавной песней одноимённого концептуального альбома Давида Тухманова (1976).